# James Stephens GAA
James Stephens GAA est un club sportif de l’association athlétique gaélique (GAA) situé dans la ville de Kilkenny dans le du même nom. Le club a été fondé en 1887 dans le quartier de Patrick Street dans le centre de Kilkenny, un quartier connu localement sous le nom de « The Village », d’où le surnom de l’équipe. Son nom est un hommage au fénien James Stephens (en).

## Palmarès
- All-Ireland Senior Club Hurling Championships: 3
  - 1976, 1982, 2005
- Leinster Senior Club Hurling Championships: 4
  - 1975, 1981, 2004, 2005
- Kilkenny Senior Hurling Championships: 8
  - 1935, 1937, 1969, 1975, 1976, 1981, 2004, 2005